# Carl Seitz (Jurist)
Georg Carl Christian Seitz (* 6. September 1826 in Weilburg; † 24. Juli 1889 ebenda) war ein deutscher Jurist und Mitglied des Landtages des Herzogtums Nassau bzw. des Provinziallandtages der Provinz Hessen-Nassau.

## Leben
Carl Seitz wurde als Sohn des Bäckermeisters und Ratsherrn Philipp Friedrich Seitz (1791–1868) und dessen Ehefrau Johanette Weinrich (1787–1867) geboren.
Nach dem Abitur am Gymnasium Philippinum Weilburg absolvierte er ein Studium der Rechtswissenschaften an der Justus-Liebig-Universität Gießen und der Ruprecht-Karls-Universität Heidelberg und trat 1848 in den nassauischen Staatsdienst ein, um zunächst als Amtsakzessist in Nastätten und Usingen sowie als Akzessist am Hofgericht Dillenburg zu wirken. 1854 nahm er eine Tätigkeit als Rechtsanwalt in Weilburg auf, die er bis 1860 ausübte. Im direkten Anschluss kam er als Akzessist bzw. Assessor zum Amt Weilburg, wo er bis zu seiner Ernennung zum Richter am Amtsgericht Weilburg im Jahre 1867 verblieb.
Von 1886 bis 1887 hatte er für den Oberlahnkreis ein Mandat für den Nassauischen Kommunallandtag des preußischen Regierungsbezirks Wiesbaden bzw. für den Provinziallandtag der preußischen Provinz Hessen-Nassau. Dort arbeitete er im Eingaben- und Landesausschuss.
Am 3. August 1852  hatte er in Usingen Henriette Wilhelmine Senfft (1830–1881, Tochter des Abgeordneten Wilhelm Senfft) geheiratet.